# Marie Riou
Marie Riou (Landerneau, 21 de agosto de 1981) es una deportista francesa que compite en vela en las clases Elliott 6m, Nacra 17 y en vela de crucero.
Ganó cuatro medallas de oro en el Campeonato Mundial de Nacra 17 entre los años 2013 y 2016, y dos medallas de bronce en el Campeonato Europeo de Nacra 17, en los años 2013 y 2014. Además, obtuvo una medalla de bronce en el Campeonato Mundial de Elliott 6m de 2011 y una medalla de oro en el Campeonato Europeo de Vela en Alta Mar Mixto de 2020.
Participó en dos Juegos Olímpicos de Verano, ocupando el sexto lugar en Londres 2012 (Elliott 6m) y el sexto en Río de Janeiro 2016 (Nacra 17). En 2018 fue nombrada Regatista Mundial del Año por la Federación Internacional de Vela.

## Palmarés internacional
| Campeonato Mundial | Campeonato Mundial | Campeonato Mundial | Campeonato Mundial |
| Año                | Lugar              | Medalla            | Clase              |
| ------------------ | ------------------ | ------------------ | ------------------ |
| 2011               | Perth (Australia)  | Medalla de bronce  | Elliott 6m         |

| Campeonato Mundial | Campeonato Mundial          | Campeonato Mundial | Campeonato Mundial |
| Año                | Lugar                       | Medalla            | Clase              |
| ------------------ | --------------------------- | ------------------ | ------------------ |
| 2013               | La Haya (Países Bajos)      | Medalla de oro     | Nacra 17           |
| 2014               | Santander (España)          | Medalla de oro     | Nacra 17           |
| 2015               | Aarhus (Dinamarca)          | Medalla de oro     | Nacra 17           |
| 2016               | Clearwater (Estados Unidos) | Medalla de oro     | Nacra 17           |
| Campeonato Europeo |                             |                    |                    |
| Año                | Lugar                       | Medalla            | Clase              |
| 2013               | Dervio (Italia)             | Medalla de bronce  | Nacra 17           |
| 2014               | La Grande-Motte (Francia)   | Medalla de bronce  | Nacra 17           |

| Campeonato Europeo | Campeonato Europeo | Campeonato Europeo | Campeonato Europeo |
| Año                | Lugar              | Medalla            | Clase              |
| ------------------ | ------------------ | ------------------ | ------------------ |
| 2020               | Génova (Italia)    | Medalla de oro     | Doble mixto        |